# Dymitr (Trakatellis)
Dymitr, imię świeckie Demetrios Trakatellis (ur. 1 lutego 1928 w Salonikach) – grecki duchowny prawosławny, arcybiskup Ameryki w latach 1999–2019.

## Życiorys
Święcenia kapłańskie przyjął w 1964 r. 17 września 1967 otrzymał chirotonię jako biskup pomocniczy arcybiskupstwa Aten. Od 1991 biskup Vresthena. W 1999 r. zmienił jurysdykcję (przeszedł z Greckiego Kościoła Prawosławnego do Patriarchatu Konstantynopolitańskiego). Intronizowany na arcybiskupa Ameryki 18 września 1999.
W czerwcu 2016 r. uczestniczył w Soborze Wszechprawosławnym na Krecie.
W maju 2019 r. przeszedł – na własną prośbę – w stan spoczynku.